# That's That Shit
Pour les articles homonymes, voir Shit.
That's That Shit est le second single du huitième album de Snoop Dogg, mais le premier sorti en France. Il a été enregistré par Snoop Dogg featuring R. Kelly. Cette chanson a été présentée pendant les MTV Europe Music Awards 2006, mais R. Kelly ne fut pas présent. La première mondiale du clip fut présentée au TRL d'MTV le mardi 7 novembre à 15h30.

## Clip vidéo
Le clip du morceau That's That Shit prend pour cadre Chicago, la ville native de R. Kelly.

## Charts
| Chart (2006)                                                     | Top Position |
| ---------------------------------------------------------------- | ------------ |
| États-Unis Billboard Hot 100                                     | 20           |
| États-Unis Hot Digital Songs                                     | 14           |
| États-Unis Hot R&B/Hip-Hop Songs                                 | 9            |
| États-Unis Hot Rap Tracks                                        | 3            |
| États-Unis Pop 100                                               | 29           |
| Rhythmic Top 40                                                  | 7            |
| ARC Weekly Top 40                                                | 33           |
| Royaume-Uni Top 75 Singles                                       | 38           |
| Media Control\| Allemagne Top 100                                | 39           |
| Finlande Singles Chart                                           | 6            |
| Irlande Top 50                                                   | 43           |
| Suisse Top 100                                                   | 37           |
| Nouvelle-Zélande Top 50                                          | 18           |
| United Chart                                                     | 36           |
| Australie Recording Industry Association\| Australie ARIA Charts | 64           |
| Brésil Top 100                                                   | 34           |
| Suède Top 60                                                     | 55           |
| France Top 100                                                   | 5            |